# Isla Conejera (Cantabria)
La isla Conejera o isla de los Conejos es una isla de 2,3 hectáreas, situada entre las cinco mayores islas de Cantabria (España).

## Descripción
Es completamente llana y muy pedregosa, cubierta de hierba y matorral. Su forma es sumamente alargada y estrecha en sentido este-oeste y carece de cualquier construcción. Posee 444 m de longitud, 62 m de anchura y una altura de 55 m. Está a una distancia a tierra de 432 metros.
Es una isla acantilada, escarpada por todos los lados y de difícil acceso. Se sitúa en la costa de Suances, del municipio de Suances, en Cantabria, y forma parte de un archipiélago cuyas islas restantes no suponen más que islotes: Segunda, Casilda y Solita, entre otras (sólo el islote de Isla Segunda tiene más de media hectárea y posee vegetación). Es visible desde otros municipios como Suances o Piélagos.
- Datos: Q3394479